# Аньєс Жауї
Аньє́с Жауї́ (фр. Agnes Jaoui, нар. 19 жовтня 1964, Антоні О-де-Сен, Франція) — французька акторка театру та кіно, режисерка,  сценаристка та співачка.

## Життєпис
Аньєс Жауї народилася 19 жовтня 1964 року в місті Антоні поблизу Парижу. Її батько, тунісець Юбер Жауї, створив в будинку творчу, богемну атмосферу, що спочатку стала природною для Аньєс і її брата Лорана. В 15-річному віці Аньєс вступила на театральні курси до Паризької школи драматичного мистецтва Курси Флоран (фр. Cours Florent). У 17 років, збираючись до вступу в Консерваторію для подальшого вивчення сценічних дисциплін, Жауї проходить літературну підготовку в паризькому Ліцеї Генріха IV.
Дебютувала в кіно у 19 у фільмі Поля Бужена «Сокіл» (1987), де також дебютував Венсан Ліндон. Через рік Жауї переїжджає до Нантера, де продовжує акторське навчання, практикуючись у місцевому театрі д'Амандьє (Théâtre des Amandiers de Nanterre), яким у той час керує Патріс Шеро. 
На репетиції одній з п'єс Жауї зустрічає Жана-П'єра Бакрі, з яким поєднується шлюбом та спільною справою. В співавторстві з ним написала п'єсу «Кухня і залежність». Через деякий час — новий спільний твір «Сімейна схожість». Цю роботу чекав ще більший успіх, вона завоювала премію Мольєра, потім вийшла на екран, а згодом отримала відразу три премії «Сезара».
У 1993 році режисер Ален Рене запрошує творчий тандем Жауї-Бакрі адаптувати для кіно серію з 8 п'єс англійського драматурга Алена Ейкбурна «Інтимні обміни» (Intimate Exchanges). Вісім історій увійшли до фільму «Палити/Не палити», в якому зіграли П'єр Ардіті та Сабіна Азема. Ця стрічка принесла Жауї з чоловіком премію «Сезар» — за найкращий сценарій 1994 року.
Глядацький успіх до Жауї приходить у 1996 році, після виходу .фільму Седріка Клапіша, поставленого за п'єсою Жауї і Бакрі «Сімейна атмосфера», за який творча пара у 1997 році отримала другу премію «Сезар». У тому ж році Жауї і Жан-П'єр знову працюють з Аленом Рене над фільмом «Відомі старі пісні», де вони вже не лише автори, але й актори. Завдяки цьому проєкту у 1998-му кожен з учасників творчої пари отримує свій третій «Сезар» за найкращий сценарій, а Жауї присуджена її перша «акторська» статуетка за роль другого плану.
Фільм 2000 року «На чужий смак», який стає режисерським дебютом Жауї, приносить своїм творцям чотири премії «Сезар», у тому числі за найкращий фільм 2001 року, а також декілька міжнародних нагород і номінацію на «Оскар» як найкращий іноземний фільм.
У 2004 році Жауї знімає свій другий фільм — «Подивись на мене». Фільм демонструвався на Каннському кінофестивалі у 2004 році і отримав приз за найкращий сценарій.

## Фільмографія
Режисер
- 2000 — На чужий смак / Le Goût des autres
- 2004 — Подивись на мене / Comme une image
- 2008 — Розкажи мені про дощ / Parlez-moi de la pluie

Сценарист
- 1993 — Палити/Не палити / Smoking — No Smoking
- 1993 — Кухня і залежність / Cuisine et dépendances
- 1996 — Сімейна атмосфера / Un Air de famille
- 1997 — Відомі старі пісні / On connaît la chanson
- 2000 — На чужий смак / Le Goût des autres
- 2004 — Подивися на мене / Comme une image
- 2008 — Розкажи мені про дощ / Parlez-moi de la pluie
- 2013 — Наприкінці казки / Au bout du conte
- 2014 — Мистецтво фуги / L'art de la fugue

Акторка
- 2015 — На плаву / Comme un avion — Летиція
- 2014 — Мистецтво фуги / L'art de la fugue — Аріель
- 2013 — Наприкінці казки / Au bout du conte — Маріанна
- 2008 — Розкажи мені про дощ / Parlez-moi de la pluie — Агата Вілланова
- 2005 — Будинок Ніни / La Maison de Nina — Ніна
- 2004 — Подивись на мене / Comme une image — Сільвія
- 2004 — Роль її життя / Le Rôle de sa vie — Езізабет Беккер
- 2003 — 24 години з життя жінки  / 24 heures de la vie d'une femme — Марі Коллінз-Браун
- 2000 — На чужий смак / Le Goût des autres — Мані
- 2000 — Видна жінка / Une Femme d'exterieur — Франсуаза
- 1998 — На пробіжці / On the Run — Кірстін
- 1998 — Метод / La Méthode — Сесіль
- 1997 — Кузен / Le Cousin — Клодін Дельво
- 1997 — Відомі старі пісні / On connaît la chanson — Камілла
- 1997 — Переїзд / Le Déménagement — Клер
- 1996 — Сімейна атмосфера / Un Air de famille — Бетті Менар
- 1993 — Кухня і залежність / Cuisine et dépendances — Шарлотта
- 1987 — Отель де Франс / Hôtel de France — мадам Бугеро
- 1987 — Сокіл / Le Faucon — Сандра

## Визнання
| Рік  | Нагорода                                     | Категорія                                                                                         | Фільм              | Результат |
| ---- | -------------------------------------------- | ------------------------------------------------------------------------------------------------- | ------------------ | --------- |
| 1994 | Премія «Сезар»                               | Найкращий оригінальний або адаптований сценарій (разом з Жаном-П'єром Бакрі)                      | Палите/Не палити   | Перемога  |
| 1997 | Премія «Сезар»                               | Найкращий оригінальний або адаптований сценарій (разом з Седріком Клапішем та Жаном-П'єром Бакрі) | Сімейна атмосфера  | Перемога  |
| 1997 | Премія «Сезар»                               | Найкращий акторка другого плану                                                                   | Сімейна атмосфера  | Номінація |
| 1997 | Премія «Люм'єр»                              | Найкращий сценарій (разом з Седріком Клапішем та Жаном-П'єром Бакрі)                              | Сімейна атмосфера  | Перемога  |
| 1998 | Премія «Сезар»                               | Найкращий оригінальний або адаптований сценарій (разом з Жаном-П'єром Бакрі)                      | Відомі старі пісні | Перемога  |
| 1998 | Премія «Сезар»                               | Найкраща акторка другого плану                                                                    | Відомі старі пісні | Перемога  |
| 1998 | Європейський кіноприз                        | Найкращий сценарист (разом з Жаном-П'єром Бакрі)                                                  | Відомі старі пісні | Перемога  |
| 2000 | Європейський кіноприз                        | Найкращий сценарист (разом з Жаном-П'єром Бакрі)                                                  | На чужий смак      | Перемога  |
| 2001 | Премія «Сезар»                               | Найкращий фільм                                                                                   | На чужий смак      | Перемога  |
| 2001 | Премія «Сезар»                               | Найкращий оригінальний або адаптований сценарій (разом з Жаном-П'єром Бакрі)                      | На чужий смак      | Перемога  |
| 2001 | Премія «Сезар»                               | Найкраща режисерська робота                                                                       | На чужий смак      | Номінація |
| 2001 | Премія «Сезар»                               | Найкраща акторка другого плану                                                                    | На чужий смак      | Номінація |
| 2001 | Давид ді Донателло                           | Найкращий іноземний фільм                                                                         | На чужий смак      | Перемога  |
| 2001 | Премія «Люм'єр»                              | Найкращий фільм                                                                                   | На чужий смак      | Перемога  |
| 2001 | Премія «Люм'єр»                              | Найкращий режисер                                                                                 | На чужий смак      | Перемога  |
| 2001 | Премія «Люм'єр»                              | Найкращий сценарій                                                                                | На чужий смак      | Перемога  |
| 2001 | Золота зірка французького кіно (Étoile d'Or) | Найкращий фільм                                                                                   | На чужий смак      | Перемога  |
| 2001 | Золота зірка французького кіно (Étoile d'Or) | Найкращий перший фільм                                                                            | На чужий смак      | Перемога  |
| 2004 | Каннський кінофестиваль                      | Золота пальмова гілка                                                                             | Подивись на мене   | Номінація |
| 2004 | Каннський кінофестиваль                      | Найкращий сценарій                                                                                | Подивись на мене   | Перемога  |
| 2004 | Європейський кіноприз                        | Найкращий сценарист                                                                               | Подивись на мене   | Перемога  |
| 2004 | Європейський кіноприз                        | Найкращий режисер                                                                                 | Подивись на мене   | Номінація |
| 2004 | Стокгольмський кінофестиваль                 | Найкращий сценарій (разом з Жаном-П'єром Бакрі)                                                   | Подивись на мене   | Перемога  |
| 2005 | Золота зірка французького кіно (Étoile d'Or) | Найкращий сценарій (разом з Жаном-П'єром Бакрі)                                                   | Подивись на мене   | Перемога  |
| 2005 | Премія «Сезар»                               | Найкращий оригінальний або адаптований сценарій (разом з Жаном-П'єром Бакрі)                      | Подивись на мене   | Номінація |
| 2013 | Кінофестиваль у Вальядоліді                  | Найкращий сценарій (разом з Жаном-П'єром Бакрі)                                                   | Наприкінці казки   | Перемога  |
| 2016 | Премія «Сезар»                               | Найкраща акторка другого плану                                                                    | На плаву           | Номінація |

## Громадська позиція
У 2018 підтримала звернення Європейської кіноакадемії на захист ув'язненого у Росії українського режисера Олега Сенцова.